# Олендер, Пётр Моисеевич
Пётр Моисеевич Олендер (при рождении Пинхас Мойше-Эшелевич Олендер, псевдонимы Полковник П. Донской и Болохин; 2 июля 1906 года, Одесса — 4 марта 1944 года на фронте, село Лясовка, с 1965 года переименована в Лесовка) — советский писатель, журналист, военный корреспондент газеты «Красная звезда», майор.

## Биография
Родился 19 июня (по старому стилю) 1906 года в Одессе, в семье николаевского мещанина Проскуровского уезда Мойше-Эшеля Ушеровича Олендера и Песи Олендер. В 1939 году призван в РККА. Военный журналист, с 1939 по 1941 год был начальником корреспондентского пункта газеты «Красная звезда» в Киеве. Его имя стало знакомо миллионам читателей газеты «Красная звезда» во время Великой Отечественной войны. В то же время Пётр Олендер передавал оперативную корреспонденцию в газету «Washington Post».
Среди всех советских военных журналистов Пётр Олендер стал первым кавалером ордена Отечественной войны I степени (приказ Командующего Донским фронтом от 14 февраля 1943 г.).
Илья Эренбург следующим образом писал об Олендере: 

Когда военный корреспондент — писатель, прозаик или поэт, он невольно думает не о самом событии, но о его участниках. Корреспондент «Красной звезды» Олендер страстно любил поэзию. Я помню, как в приднепровском селе он читал мне стихи… Это был человек с большой военной культурой. Он видел в войне творчество, он прислушивался к дерзаниям, рутину он ненавидел и в поэзии и в тактике. Он был фанатичным тружеником. Его статьи, подписанные псевдонимом полковника Донского, помогли многим молодым командирам разобраться в наступлении. Без малого три года проработал, точнее, провоевал Олендер, прошел с армией от Сталинграда до Западной Украины и погиб, как солдат, от пули
Писатель, главный редактор газеты «Красная звезда» (с июля 1941 по сентябрь 1943 года) Давид Ортенберг в своей книге отмечал: 

Войсковая разведка! Эта тема не сходит со страниц газеты. Доказывать её значение в дни подготовки к решающим сражениям нет надобности. В эти дни опубликованы очерк Петра Олендера «Разведывательная засада», смахивающая на военный детектив, статья Ивана Хитрова «О штабной культуре разведчика», касающаяся проблемы, которой уделялось мало внимания. Особо следует отметить выступление одного из руководителей войсковой разведки наших вооруженных сил генерала И. Виноградова «Некоторые вопросы войсковой разведки». Характерна она вот чем. Ведь как обычно бывает? Если выступает в газете кто-либо из руководителей, он считает своей обязанностью вначале сказать о достижениях, а затем перейти к недостаткам. Виноградов избежал этого штампа, который, кстати, процветает и поныне. Он сосредоточился исключительно на недостатках в работе разведки, и не на «некоторых» и «отдельных», а на очень серьезных
Военный журналист и писатель Александр Авдеенко в книге воспоминаний писал: 

Пётр Олендер опытный газетчик. Кадровый военный. Обаятельный товарищ. Энергичнейший добытчик фронтовых новостей. Много и хорошо пишущий о том, как и где бьют врага наши войска. По ночам, в так называемое свободное время, он читает своим друзьям, поэтам и не поэтам, умнейшие и сердечные стихи. Его поэзией восхищались Илья Эренбург, Константин Симонов, Василий Гроссман…
Убит Пётр Олендер, постоянный корреспондент «Красной звезды» на 1-м Украинском фронте. Превосходный журналист. Талантливый поэт. Умный, сердечный человек. Солдат в звании майора, тысячи раз проявлявший храбрость на длинной дороге наступления — от Волги до Днепра.

Последнее, что он сделал в своей жизни, — рассказал в содружестве со мной правду о Бабьем Яру на страницах «Красной звезды».
Умер от ран 4 марта 1944 года в селе Лясовка. Похоронен в Житомире, ул. Победы, 82, на Русско-Вильском военном кладбище (Военное кладбище № 1).

## Семья
- Сводный брат — Семён Юльевич Олендер (1907, Одесса — 1969, Москва), поэт и переводчик.
- Жена — Елизавета Романовна Олендер (урождённая Кушелевич, 1908—1981), литературный работник. В 1946 году, работая в газете «Радянське мистецтво» (Киев) как машинистка, перепечатала рукопись романа Виктора Платоновича Некрасова «На краю земли» (в дальнейшем знаменитые «В окопах Сталинграда»)[15].
  - Сын — Виктор Петрович Олендер, режиссёр и сценарист неигрового кино, заслуженный деятель искусств Украины.

## Адрес
Институтская, д. 20/24, кв. 79. Киев.

## Публикации в газете «Красная звезда»
1941
- С. Солодовников, П. Олендер «Как стрелковый полк вышиб фашистов из пункта N», 29 июля 1941, № 176 (4931), стр. 1 Архивная копия от 31 декабря 2017 на Wayback Machine;
- С. Солодовников, П. Олендер «Политбойцы увлекают красноармейцев на подвиги», 2 августа 1941, № 180 (4935), стр. 3 Архивная копия от 31 декабря 2017 на Wayback Machine;
- «Партизаны громят тылы врага», 7 сентября 1941 г., № 211 (4966), стр. 2 Архивная копия от 31 декабря 2017 на Wayback Machine;
- «Зверства фашистских мерзавцев над ранеными бойцами», 14 сентября 1941 г., № 217 (4972), стр. 3 Архивная копия от 31 декабря 2017 на Wayback Machine;
- «Партизаны восстанавливают советскую власть во вражеском тылу», 16 сентября 1941 г., № 218 (4973), стр. 2;
- Н. Денисов, П. Олендер «О командирской инициативе и решительности», 31 октября 1941, № 257 (5012), стр. 2;
- «На другой день после взятия Ельца», 12 декабря 1941, № 292 (5047), стр. 3;
- «Партизанская война зимой», 26 декабря 1941, № 304 (5059), стр. 3 Архивная копия от 31 декабря 2017 на Wayback Machine;

1942
- «В тыл отступающего врага», 11 января 1942, № 9 (5073), стр. 2 Архивная копия от 30 декабря 2017 на Wayback Machine;
- «Отбивая контратаки фашистов, наши части продвигаются вперед», 18 января 1942, № 15 (5079), стр. 2 Архивная копия от 31 декабря 2017 на Wayback Machine;
- «Смело отражать вражеские контратаки», 15 февраля 1942, № 38 (5102), стр. 2;
- «Мощный огонь проложил путь пехоте», 18 февраля 1942, № 40 (5104), стр. 2;
- «Блокировщики прогрызают вражескую оборону», 12 марта 1942, № 59 (5123), стр. 2 Архивная копия от 1 января 2018 на Wayback Machine;
- «Разгром немецкого пехотного полка», 15 марта 1942, № 62 (5126), стр. 1 Архивная копия от 1 января 2018 на Wayback Machine;
- «Три воздушных боя», 17 марта 1942, № 63 (5127), стр. 2 Архивная копия от 1 января 2018 на Wayback Machine;
- «Как были сорваны атаки немецких весенних танков», 8 апреля 1942, № 82 (5146), стр. 2 Архивная копия от 1 января 2018 на Wayback Machine;
- «Искусный манёвр наших частей», 26 апреля 1942, № 98 (5162), стр. 2 Архивная копия от 1 января 2018 на Wayback Machine;
- «Бои на харьковском направлении», 19 мая 1942, № 115 (5179), стр. 2;
- «Ожесточенные бои на харьковском направлении», 20 мая 1942, № 116 (5180), стр. 1;
- «Бои с немецким арьергадом», 20 мая 1942, № 116 (5180), стр. 2;
- «Танковый десант в глубине немецкой обороны», 11 июня 1942, № 135 (5199), стр. 2;
- «Бои на харьковском направлении», 14 июня 1942, № 138 (5202), стр. 1;
- «Поучительный бой», 17 июня 1942, № 140 (5204), стр. 2;
- «На харьковском направлении», 23 июня 1942, № 145 (5209), стр. 4;
- «Бои на харьковском направлении», 25 июня 1942, № 147 (5211), стр. 1;
- «Ожесточенные бои на харьковском направлении», 26 июня 1942, № 148 (5212), стр. 1;
- «Бои на харьковском направлении», 28 июня 1942, № 150 (5214), стр. 1;
- «Бои за выгодные рубежи», 30 июня 1942, № 151 (5215), стр. 2 Архивная копия от 2 января 2018 на Wayback Machine;
- «Большие потери немцев», 2 июля 1942, № 153 (5217), стр. 1;
- «На промежуточном рубеже обороны», 15 июля 1942, № 164 (5228), стр. 2 Архивная копия от 2 января 2018 на Wayback Machine;
- «Борьба с мелкими группами противника», 16 июля 1942, № 165 (5229), стр. 2 Архивная копия от 11 апреля 2021 на Wayback Machine;
- «Смелой контратакой противник отброшен», 26 июля 1942, № 174 (5238), стр. 1 Архивная копия от 2 января 2018 на Wayback Machine;
- «Охрана переправ на рубежах Дона», 29 июля 1942, № 176 (5240), стр. 2 Архивная копия от 2 января 2018 на Wayback Machine;
- «Атаки немцев отбиты», 31 июля 1942, № 178 (5242), стр. 1 Архивная копия от 2 января 2018 на Wayback Machine;
- «В районе Котельниково», 6 августа 1942, № 183 (5247), стр. 1;
- «В районе северо-восточнее Котельниково», 11 августа 1942, № 187 (5251), стр. 1;
- «В районе северо-восточнее Котельниково», 13 августа 1942, № 189 (5253), стр. 1;
- «Немцы перешли к обороне», 16 августа 1942, № 192 (5256), стр. 1 Архивная копия от 2 января 2018 на Wayback Machine;
- «Удар по тылам обходящего врага», 23 августа 1942, № 198 (5262), стр. 2 Архивная копия от 2 января 2018 на Wayback Machine;
- «Удар по опорному пункту врага», 3 сентября 1942, № 207 (5271), стр. 2 Архивная копия от 2 января 2018 на Wayback Machine;
- «Бои на уничтожение живой силы противника», 9 сентября 1942, № 212 (5276), стр. 2 Архивная копия от 2 января 2018 на Wayback Machine;
- «Ликвидация вражеского прорыва нашей обороны», 10 сентября 1942, № 213 (5277), стр. 2 Архивная копия от 2 января 2018 на Wayback Machine;
- «Внезапный удар по врагу меньшими силами», 13 сентября 1942, № 216 (5280), стр. 2;
- «К чему приводит распыление огневых средств», 3 октября 1942, № 233 (5297), стр. 2 Архивная копия от 2 января 2018 на Wayback Machine;
- «Поучительный бой танков и мотопехоты», 6 октября 1942, № 235 (5299), стр. 2;
- «Как соединились наши войска севернее Сталинграда», 27 ноября 1942, № 279 (5343), стр. 2 Архивная копия от 31 марта 2019 на Wayback Machine;
- «Быстрота и манёвр», 5 декабря 1942, № 286 (5350), стр. 2 Архивная копия от 2 января 2018 на Wayback Machine;
- «Преодоление предполья в районе Сталинграда», 8 декабря 1942, № 287 (5351), стр. 3 Архивная копия от 31 марта 2019 на Wayback Machine;

1943
- П. Олендер, В. Кудрявцев «Что творится в лагере окруженного врага», 3 января 1943 г., № 2 (5373), стр. 4 Архивная копия от 2 января 2018 на Wayback Machine;
- «Об изучении противника», 10 января 1943 г., № 8 (5379), стр. 4 Архивная копия от 2 января 2018 на Wayback Machine;
- «Удары наших войск по окруженной вражеской группировке», 17 января 1943, № 14 (5385), стр. 4 Архивная копия от 2 января 2018 на Wayback Machine;
- «Последний бой», 4 февраля 1943, № 28 (5399), стр. 3 Архивная копия от 2 января 2018 на Wayback Machine;
- «Параллельное преследование», 27 февраля 1943, № 48 (5419), стр. 3 Архивная копия от 13 сентября 2017 на Wayback Machine;
- К чему приводит шаблон в организации поиска", 16 марта 1943, № 62 (5433), стр. 3 Архивная копия от 2 января 2018 на Wayback Machine;
- Передовая статья «Фронтовые дороги», 21 марта 1943, № 67 (5438), стр. 1 Архивная копия от 2 января 2018 на Wayback Machine;
- «Как обеспечить манёвр войск», 9 апреля 1943, № 83 (5454), стр. 2;
- «Выигрыш боя меньшими силами», 11 апреля 1943, № 85 (5456), стр. 2 Архивная копия от 31 марта 2019 на Wayback Machine;
- «Разведывательная засада», 25 мая 1943, № 121 (5492), стр. 2;
- «Штабной офицер или регистратор?», 2 июня 1943, № 128 (5499), стр. 2 Архивная копия от 2 января 2018 на Wayback Machine;
- «Оборона крупных населенных пунктов», 11 июня 1943, № 136 (5507), стр. 2 Архивная копия от 2 января 2018 на Wayback Machine;
- «Об инициативе, решительности и мелочной опеке», 27 июня 1943, № 150 (5521), стр. 3 Архивная копия от 4 июля 2019 на Wayback Machine;
- «Как были отбиты четыре атаки врага», 8 июля 1943, № 159 (5530), стр. 2 Архивная копия от 2 января 2018 на Wayback Machine;
- П. Олендер, П. Милованов «Маневренные бои на Харьковском направлении», 11 августа 1943, № 188 (5559), стр. 2;
- «Танковые атаки наших частей на Харьковском направлении», 20 августа 1943, № 196 (5567), стр. 2;
- К. Буковский, П. Олендер «Части Воронежского фронта овладели городом Сумы», 3 сентября 1943, № 208 (5579), стр. 2 Архивная копия от 2 января 2018 на Wayback Machine;
- П. Олендер, П. Георгиев «На Конотопском направлении», 5 сентября 1943, № 210 (5581), стр. 2 Архивная копия от 2 января 2018 на Wayback Machine;
- «На Прилукском направлении», 10 сентября 1943, № 214 (5585), стр. 2 Архивная копия от 2 января 2018 на Wayback Machine;
- «Упорная борьба с контратакующим противником», 12 сентября 1943, № 216 (5587), стр. 2;
- «На Прилукском направлении», 14 сентября 1943, № 217 (5588), стр. 2 Архивная копия от 2 января 2018 на Wayback Machine;
- «Два варианта наступления», 19 сентября 1943, № 222 (5593), стр. 3 Архивная копия от 2 января 2018 на Wayback Machine;
- П. Олендер, Т. Лильин «На левом берегу Днепра», 2 октября 1943, № 233 (5604), стр. 2;
- «На правом береге Днепра», 8 октября 1943, № 238 (5609), стр. 2 Архивная копия от 2 января 2018 на Wayback Machine;
- «Бои за расширение плацдарма южнее Киева», 14 октября 1943, № 243 (5614), стр. 2 Архивная копия от 2 января 2018 на Wayback Machine;
- «Бои за Днепром», 17 октября 1943, № 245 (5617), стр. 2 Архивная копия от 2 января 2018 на Wayback Machine;
- «В песках», 2 ноября 1943, № 259 (5630), стр. 4 Архивная копия от 2 января 2018 на Wayback Machine;
- «В районе Киева», 6 ноября 1943, № 263 (5634), стр. 2 Архивная копия от 1 января 2018 на Wayback Machine;
- «Слава нашему вождю и полководцу», 10 ноября 1943, № 265 (5636), стр. 3 Архивная копия от 2 января 2018 на Wayback Machine;
- «В эти дни в Киеве», 11 ноября 1943, № 266 (5637), стр. 2 Архивная копия от 1 января 2018 на Wayback Machine;
- «Подробности боев за Киев», 11 ноября 1943, № 266 (5637), стр. 3 Архивная копия от 1 января 2018 на Wayback Machine;
- «Бои за Житомир», 14 ноября 1943, № 269 (5640), стр. 2 Архивная копия от 1 января 2018 на Wayback Machine;
- А. Авдеенко, П. Олендер «Бабий Яр», 20 ноября 1943, № 274 (5645), стр. 3 Архивная копия от 15 января 2018 на Wayback Machine;
- «Отражение немецких атак в районе Брусилова и Черняхова», 24 ноября 1943, № 277 (5648), стр. 2 Архивная копия от 1 января 2018 на Wayback Machine;
- «Бои в районе Брусилова и Черняхова», 25 ноября 1943, № 278 (5649), стр. 2 Архивная копия от 1 января 2018 на Wayback Machine;
- «Маневр танкового передового отряда», 30 ноября 1943, № 282 (5653), стр. 2 Архивная копия от 1 января 2018 на Wayback Machine;
- «Уроки одного боя», 30 ноября 1943, № 282 (5653), стр. 2 Архивная копия от 1 января 2018 на Wayback Machine;

1944
- «Ночной бой», 19 января 1944, № 16 (5696), стр. 3 Архивная копия от 1 января 2018 на Wayback Machine;
- «Окружение десяти немецких дивизий», 4 февраля 1944, № 29 (5709), стр. 2 Архивная копия от 31 декабря 2017 на Wayback Machine;
- «Наши войска овладели городами Луцк, Ровно, Здолбунов», 6 февраля 1944, № 31 (5711), стр. 2 Архивная копия от 31 декабря 2017 на Wayback Machine;
- «Севернее Звенигородки и Шполы», 9 февраля 1944, № 33 (5713), стр. 2 Архивная копия от 1 января 2018 на Wayback Machine;
- «Севернее Звенигородки и Шполы», 10 февраля 1944, № 34 (5714), стр. 2 Архивная копия от 31 декабря 2017 на Wayback Machine;
- «Взятие города Шепетовки», 12 февраля 1944, № 36 (5716), стр. 3 Архивная копия от 31 декабря 2017 на Wayback Machine;
- «В предсмертных судорогах», 18 февраля 1944, № 41 (5721), стр. 2 Архивная копия от 1 января 2018 на Wayback Machine;
- «Сталин ведет нас к победе», 25 февраля 1944, № 47 (5727), стр. 2 Архивная копия от 1 января 2018 на Wayback Machine;
- «Параллельное преследование», 26 февраля 1944, № 48 (5728), стр. 2;

## Память
- Имя Петра Олендера и его псевдоним — полковник Донской увековечены на мемориальной доске «Журналисты, погибшие в годы Великой Отечественной войны 1941—1945 гг.», которая установлена во дворе Центрального дома журналиста (Домжура) в Москве.
- Имя Петра Олендера указано на памятной доске «Светлой памяти краснозвёздовцев, погибших при исполнении журналистского долга в годы Великой Отечественной войны и в мирное время». Доска установлена в редакции газеты «Красная звезда», Хорошёвское шоссе, 38.